# Reparationsforderungen Polens gegen die Bundesrepublik Deutschland
Unter Reparationsforderungen Polens gegen die Bundesrepublik Deutschland werden Forderungen des polnischen Staates gegenüber der deutschen Bundesregierung im 21. Jahrhundert verstanden, die auf Entschädigung für die von den deutschen Besatzern zu verantwortenden Verluste und Schäden während des Zweiten Weltkriegs abzielen. Diese Forderungen werden in Warschau von Politikern aus dem rechten Parteienspektrum erhoben. Die Bundesregierung weist unter Berufung auf eine polnische Verzichtserklärung von 1953 diese Forderungen zurück (vgl. auch deutsche Reparationen nach dem Zweiten Weltkrieg).

## Potsdamer Konferenz 1945
Auf der Potsdamer Konferenz, auf der die neue polnische Führung lediglich Beobachterstatus hatte, haben die vier Siegermächte 1945 festgelegt, dass Reparationsansprüche Polens wie die der Sowjetunion durch Demontagen in der sowjetisch besetzten Zone sowie durch das deutsche Auslandsvermögen in Bulgarien, Finnland, Rumänien, Ungarn und Österreich befriedigt werden sollten. Im Anschluss an die Konferenz einigten sich Washington und Moskau, dass Polen fünfzehn Prozent der Reparationsleistungen erhalten solle, die die SBZ aufzubringen hatte. Am 16. August 1945 unterzeichneten die Vertreter Moskaus und Warschaus einen Vertrag, in dem auch ein Verteilungsschlüssel definiert wurde.
Laut der Potsdamer Vereinbarung sollte die sowjetische Seite keine Güter als Reparationen aus den unter polnische Verwaltung gekommenen deutschen Gebieten östlich von Oder und Neiße entnehmen. Doch in der Realität wurden ganze Eisenbahnzüge mit Fabrik-, Werkstatts- und Wohnungsausstattungen nach Osten geschickt. Überdies verlangte die Sowjetunion als Preis für den Wertzugewinn des polnischen Territoriums aufgrund der Eingliederung der deutschen Ostgebiete von Polen die Lieferung von Kohle zu so niedrigen Preisen, dass nicht einmal die Kosten von Abbau und Transport gedeckt waren. Von den Reparationsleistungen an die Sowjetunion, deren Umfang mit rund drei Milliarden US-Dollar zum damaligen Kurs angegeben wurde, erhielt Polen nach Darstellung polnischer Historiker lediglich 7,5 Prozent, also den Gegenwert von 231 Millionen US-Dollar.

## Verzichtserklärung Polens 1953
Nach dem Aufstand vom 17. Juni 1953 in der DDR waren die Führung der SED und ihre sowjetischen Aufseher in internen Analysen zum Schluss gekommen, dass die Demontage von Industrieanlagen die wirtschaftliche Entwicklung stark hemmten, so dass die DDR gegenüber der Bundesrepublik, die gerade die Anfänge des Wirtschaftswunders erlebte, im Kampf der Systeme immer mehr ins Hintertreffen geriet. Die Sowjetregierung verzichtete somit offiziell auf weitere Reparationen aus der DDR und drängte die polnische Führung unter dem Stalinisten Bolesław Bierut ebenfalls dazu. In der Erklärung des polnischen Ministerrats vom 23. August 1953 wurde indes keineswegs die DDR genannt, sondern „das deutsche Volk“, also Deutschland. In dem Text hieß es, dass Deutschland „seinen Verpflichtungen zur Zahlung von Reparationen bereits in bedeutendem Maße nachgekommen“ sei und dass die Volksrepublik Polen deswegen mit Wirkung vom 1. Januar 1954 auf weitere Zahlungen verzichte, „um damit einen Beitrag zur Lösung der deutschen Frage […] zu leisten“.
Alle Bundesregierungen beharrten seitdem auf dem Standpunkt, dass diese Verzichtserklärung völkerrechtlich bindend sei. Hingegen vertraten polnische Historiker und Völkerrechtler, die die nationalkonservative Partei PiS seit 2004 mit Expertisen dazu beauftragt hat, übereinstimmend die Auffassung, dass diese Erklärung ungültig sei, da die polnische Führung 1953 nicht demokratisch legitimiert und überdies vollständig von Moskau abhängig gewesen sei. Von deutscher Seite wird dagegen angeführt, dass nach dieser Argumentation Polen auch nicht die deutschen Oder-Neiße-Gebiete hätte eingliedern dürfen, da 1945 in Warschau ebenfalls eine von Josef Stalin eingesetzte Marionettenregierung amtierte. So wie die Bundesregierung ihre Verpflichtungen als Rechtsnachfolgerin der nationalsozialistischen Reichsregierung akzeptiert habe, sei auch das souveräne Polen nach 1989 rechtlich Erbe der Volksrepublik.
Der damalige Verzicht Polens auf Reparationsforderungen ist zudem „eine wesentliche Grundlage für die heutige Ordnung Europas“, so ein Außenamtssprecher.

## Warschauer Vertrag 1970
Bei seinem Treffen mit Bundeskanzler Willy Brandt aus Anlass der Unterzeichnung des Warschauer Vertrags im Dezember 1970 bekräftigte der polnische Parteichef Władysław Gomułka den Verzicht auf deutsche Reparationen, den der polnische Ministerrat 1953 verkündet hatte. Doch bleibe die Frage der individuellen Entschädigungen für polnische Opfer des NS-Regimes offen. Im Vertrag selbst blieben diese Punkte unerwähnt.

## Zwei-plus-Vier-Verhandlungen 1990
Als sich nach dem Fall der Mauer 1989 die Möglichkeit einer deutschen Wiedervereinigung bot, beschloss man, die notwendigen völkerrechtlichen Regelungen nicht auf einer allgemeinen Friedenskonferenz mit allen Staaten, mit denen sich das Deutsche Reich 1945 im Krieg befunden hatte, zu klären, sondern im engeren Rahmen der Zwei-plus-Vier-Verhandlungen. Polen forderte zwar, an diesen Verhandlungen beteiligt zu werden, wurde jedoch sowohl von sowjetischer als auch von US-amerikanischer Seite gedrängt, nicht zu insistieren, und gab daher nach.
Die bundesdeutsche Seite verfolgte mit dem Zwei-plus-Vier-Format explizit auch den Zweck, neue Reparationsforderungen auszuschließen. In einem internen Papier des Auswärtigen Amts vom 21. März 1990 hieß es, 45 Jahre nach Kriegsende, „nach Jahrzehnten friedlicher und vertrauensvoller und fruchtbarer Zusammenarbeit […] mit der internationalen Staatengemeinschaft und nach umfangreichen für die Regelung der Kriegsfolgen erbrachten Leistungen“ habe „die Reparationsfrage ihre Berechtigung verloren“. Da der Zwei-plus-Vier-Vertrag anstelle eines Friedensvertrages geschlossen wurde und keinerlei Reparationsverpflichtungen enthielt, steht die Bundesregierung seitdem auf dem Standpunkt, „dass damit auch die Reparationsfrage endgültig erledigt ist“.
Polen hat während der Zwei-plus-Vier-Verhandlungen keine Forderungen erhoben. Es wird in dem Zusammenhang vermutet, dass damit die endgültige Anerkennung der Oder-Neiße-Grenze durch das dann vereinigte Deutschland nicht gefährdet werden sollte; diese Frage wurde im deutsch-polnischen Grenzvertrag vom 14. November 1990 völkerrechtlich abschließend geregelt. Politiker der PiS vertraten hingegen seit 2004 die Ansicht, dass jegliche Vereinbarungen darüber nicht wirksam seien, da Polen als betroffenes Land überhaupt nicht an den Verhandlungen teilgenommen habe. Doch sogar Rechtsexperten der Polnischen Akademie der Wissenschaften halten dem entgegen, dass die Regierung in Warschau seinerzeit keinen Einspruch gegen die Vereinbarungen zwischen den früheren Siegermächten und den beiden deutschen Staaten erhoben und somit indirekt den Verzicht auf Reparationen bekräftigt habe.

## Notenwechsel 1991
Nach der politischen Wende in Polen 1989/90 stellte die Bundesregierung unter Helmut Kohl 500 Millionen D-Mark für die neugegründete Stiftung für deutsch-polnische Zusammenarbeit zur Verfügung. Im Notenwechsel vom 16. Oktober 1991 sagte die polnische Regierung daraufhin zu, keine weiteren Ansprüche polnischer Bürger gegenüber Deutschland zu unterstützen.

## Deutsch-polnisches Regierungsgutachten 2004
Als Reaktion auf die Entschädigungs- und Restitutionsforderungen der auf Initiative Rudi Pawelkas, des Vorsitzenden der Landsmannschaft Schlesien, gegründeten Preußischen Treuhand, die Eigentumstitel für Immobilien in den Oder-Neiße-Gebieten geltend machte, verabschiedete der Sejm in Warschau 2004 eine vom nationalkonservativen Oppositionsführer Jarosław Kaczyński vorgeschlagene Resolution, in der die von der postkommunistischen Demokratischen Linken gestellte Regierung unter Marek Belka aufgefordert wurde, von der Bundesrepublik Deutschland Reparationen zu verlangen. Um dieses Problem zu entschärfen, gaben die beiden Außenminister Joschka Fischer und Włodzimierz Cimoszewicz gemeinsam ein Rechtsgutachten in Auftrag, Verfasser waren der deutsche Völkerrechtler Jochen A. Frowein und sein Warschauer Kollege Jan Barcz. Die beiden Juraprofessoren kamen zum Ergebnis, dass im Lichte des Völkerrechts weder die früheren deutschen Bewohner der 1990 an Polen abgetretenen Ostgebiete Anspruch auf Rückgabe oder Entschädigung für verlorene Immobilien hätten, noch der polnische Staat Anspruch auf Reparationen habe.
Allerdings wurde wenig später in Warschau verbreitet, dass Barcz in den Zeiten der Volksrepublik Informant des Geheimdienstes SB gewesen sei. Politiker der von Kaczyński geführten PiS erklärten daraufhin den Teil des Gutachtens, der Reparationen für Warschau ausschloss, für wertlos. 2017 erklärten PiS-Abgeordnete, dass Belka und die anderen Verantwortlichen für das für Polen nachteilig ausgefallene Gutachten von 2004 strafrechtlich zur Verantwortung gezogen werden sollten.

## Erklärung des polnischen Außenministeriums 2006
In ihrer Antwort auf eine parlamentarische Anfrage aus den Reihen der nationalistischen Liga der polnischen Familien bekräftige Außenministerin Anna Fotyga (PiS) im Jahr 2006, dass Warschau 1953 auf deutsche Reparationen verzichtet habe. Wörtlich heißt es in ihrer schriftlichen Antwort: „Trotz der hier zitierten Diskussion ist die Position der polnischen Völkerrechtslehre eindeutig und lässt keinen Zweifel daran, dass Polen auf Reparationen von Deutschland verzichtet hat. In den folgenden Jahren hat die polnische Regierung wiederholt erklärt, dass das Problem der Umsetzung der polnischen Reparationsansprüche gegenüber Deutschland abgeschlossen ist.“
Fotyga widersprach mit dieser Erklärung einigen ihrer Parteifreunde aus der PiS. Ministerpräsident war zu diesem Zeitpunkt der PiS-Vorsitzende Jarosław Kaczyński.

## Gutachten des Sejms 2017
2017 fand die Parlamentsfraktion der Regierungspartei PiS eine Mehrheit für ihren Antrag, dass der Sejm ein Gutachten über die von den deutschen Besatzern zu verantwortenden Kriegsverluste und -schäden als Grundlage für Reparationsforderungen in Auftrag geben sollte. Laut dem 40-seitigen Rechtsgutachten beläuft sich deren Umfang auf 840 bis 850 Milliarden Euro.
Ministerpräsidentin Beata Szydlo (PiS) kommentierte das Gutachten mit den Worten: „Wir wollen über Gerechtigkeit sprechen, sie steht dem polnischen Staat zu.“ Verteidigungsminister Antoni Macierewicz, ein Vertrauter des PiS-Vorsitzenden Kaczyński, erklärte dazu: „Sechs Millionen ermordete polnische Bürger lassen sich nicht wiedergutmachen, auch nicht, dass Warschau und Dutzende andere Städte dem Erdboden gleich gemacht wurden. So viel Geld gibt es gar nicht. Aber eine finanzielle Entschädigung würde es möglich machen, dass Deutschland und Polen eine echte, langfristige Partnerschaft aufbauen.“ Die Verzichtserklärung von 1953 sei von Moskau erzwungen worden und daher ungültig.
Nahezu gleichzeitig kamen die Wissenschaftlichen Dienste des Deutschen Bundestages in einem Gutachten zum gegenteiligen Ergebnis: Die Verzichtserklärung sei sehr wohl gültig, polnische Regierungen hätten sie seitdem wiederholt bekräftigt.

## Wissenschaftlicher Dienst des Bundestages 2019
In Reaktion auf die Resolution des Sejms erstellte der Wissenschaftliche Dienst des Bundestags ein weiteres Gutachten, das 2019 veröffentlicht wurde. Es bekräftigt die Haltung der Bundesregierung, nach der neuerliche polnische Forderungen keine Rechtsgrundlage haben. Zusammenfassend heißt es: „Ein Anspruch Polens auf Reparationsleistungen wurde also im Potsdamer Abkommen begründet, über die UdSSR befriedigt und ist damit erloschen.“

## Polnisches Gutachten 2022
Ein am 1. September 2022, dem Jahrestag des Angriffs der deutschen Wehrmacht auf Polen, von der polnischen Regierung unter Mateusz Morawiecki vorgestelltes, in ihrem Auftrag erstelltes Gutachten beziffert die durch Deutschland angerichteten Schäden im damaligen Polen sowie die Folgen für das heutige Polen auf umgerechnet etwa 1,3 Billionen Euro.
Der polnische Historiker Krzysztof Ruchniewicz, Direktor des Willy-Brandt-Zentrums für Deutschland- und Europastudien der Universität Wrocław, warf den Verfassern des Gutachtens um den PiS-Abgeordneten Arkadiusz Mularczyk schwere methodologische Mängel, das Ignorieren der Fachliteratur sowie das Aussparen bereits geleisteter deutscher Zahlungen vor. Polnische Rechtsexperten wiesen auch darauf hin, dass es kein Gericht gebe, bei dem die polnische Regierung die Bundesrepublik Deutschland auf Reparationen verklagen könnte. Mularczyk wurde im Oktober 2022 zum Staatssekretär im Außenministerium ernannt.
Bundeskanzler Olaf Scholz wies die Forderungen zurück; nach der deutschen Position ist die Frage völkerrechtlich abschließend geregelt. Zwei Wochen nach der Vorstellung des Gutachtens forderte der Sejm in einer Resolution die polnische Regierung auf, in Verhandlungen mit Berlin über eine angemessene Entschädigung für die von den deutschen Besatzern zu verantwortenden Zerstörungen und Massenmorde zu verlangen. Die oppositionelle Fraktion der Bürgerplattform (PO) hatte vor der Abstimmung die Streichung des Begriffs „Reparationen“ durchgesetzt. Das polnische Außenministerium schickte am 3. Oktober 2022 eine Verbalnote zu den Forderungen an das Auswärtige Amt, darin wurde die unverzügliche Aufnahme von Verhandlungen für ein deutsch-polnisches Abkommen gefordert. In der Antwort des Auswärtigen Amts in Berlin vom 28. Dezember 2022 wurde bekräftigt, dass die Frage der Reparationen und Entschädigungen für Kriegsverluste abgeschlossen sei und die Bundesregierung nicht die Absicht habe, in Verhandlungen darüber einzutreten.

## Bereits erbrachte Zahlungen
Polnische Opfer erhielten bis 1991 umgerechnet 225 Millionen Euro an Reparationen. KZ-Häftlinge und Opfer von pseudomedizinischen Versuchen der SS hatten in den 1970er Jahren – umgerechnet – fast eine halbe Milliarde Euro bekommen.
Die von der Bundesregierung finanzierte Stiftung Polnisch-Deutsche Aussöhnung in Warschau zahlte seit ihrer Gründung 1992 zunächst 500 Millionen DM an polnische NS-Opfer aus, später folgten Zahlungen in Höhe von fast zwei Milliarden DM (ca. eine Milliarde Euro) an noch lebende ehemalige Zwangsarbeiter (siehe auch deutsche Wiedergutmachungspolitik).

## Kontroverse um die Westverschiebung Polens
In den Debatten auf deutscher Seite wurde angeführt, dass die Abtretung der deutschen Ostgebiete an Polen politisch als Reparation zu werten sei. Doch in Warschau wurde dieses Argument zurückgewiesen, weil Polen nach 1945 wiederum seine Ostgebiete (den östlichen Teil Galiziens, Wolhynien, den Südteil Litauens sowie die westlichen Regionen des heutigen Belarus) an die Sowjetunion verloren hatte.
Diese Argumentation wurde indes von deutschen Experten zurückgewiesen: Die auf der Konferenz von Teheran 1943 von den Alliierten beschlossene Westverschiebung Polens (es bekommt die deutschen Ostgebiete als Entschädigung für die Annexion der polnischen Ostgebiete durch die Sowjetunion) sei völkerrechtswidrig gewesen, da es eine Entscheidung ohne Einbeziehung der Betroffenen gewesen sei. Verwiesen wird auch auf die Einschätzung von Winston Churchill, dass der materielle Wert der deutschen Gebiete östlich der Oder-Neiße-Linie den der an die UdSSR verlorenen polnischen Ostgebiete erheblich übersteige. Churchill hatte dazu auf der Konferenz von Teheran erklärt: „Der Wert dieses Landes ist viel größer als der der Pripjet-Sümpfe.“ (The value of this land is much greater than the Pripet marshes.)
Die sowjetische Seite schätzte nach dem Krieg den Verkehrswert der von Polen übernommenen deutschen Ostgebiete auf 9,6 Milliarden US-Dollar, während der Verkehrswert der an die UdSSR abgetretenen polnischen Ostgebiete lediglich 3,5 Milliarden US-Dollar betragen habe. Der polnische Ministerpräsident Edward Osóbka-Morawski erklärte 1947, die polnischen Ansprüche auf Reparationen seien durch die Übernahme der deutschen Ostgebiete „erledigt“.
In den Verhandlungen mit der polnischen Seite über die Verzichtserklärung von 1953 erklärten die Vertreter Moskaus, dass mit der Übernahme der Oder-Neiße-Gebiete durch Polen die Reparationsfrage erledigt sei; in sowjetisch-polnischen Regierungskonsultationen hatten sie diesen Standpunkt nach Darstellung polnischer Historiker bekräftigt. Der PiS nahestehende Historiker bestritten die Darstellungen Churchills und der sowjetischen Seite: Vielmehr habe der Wert der polnischen Ostgebiete den der deutschen Ostgebiete überstiegen.
Der von der Regierung in Warschau mit der Suche nach internationaler Unterstützung für die polnischen Reparationsforderungen beauftragte Staatssekretär Arkadiusz Mularczyk nannte im Februar 2023 die Verweise von deutscher Seite auf die Abtretung der Gebiete östlich von Oder und Neiße „banale und primitive Argumente“.